# Euglenes trisignatus
Euglenes trisignatus es una especie de coleóptero de la familia Aderidae.

## Distribución geográfica
Habita en Afganistán.